# Marduk

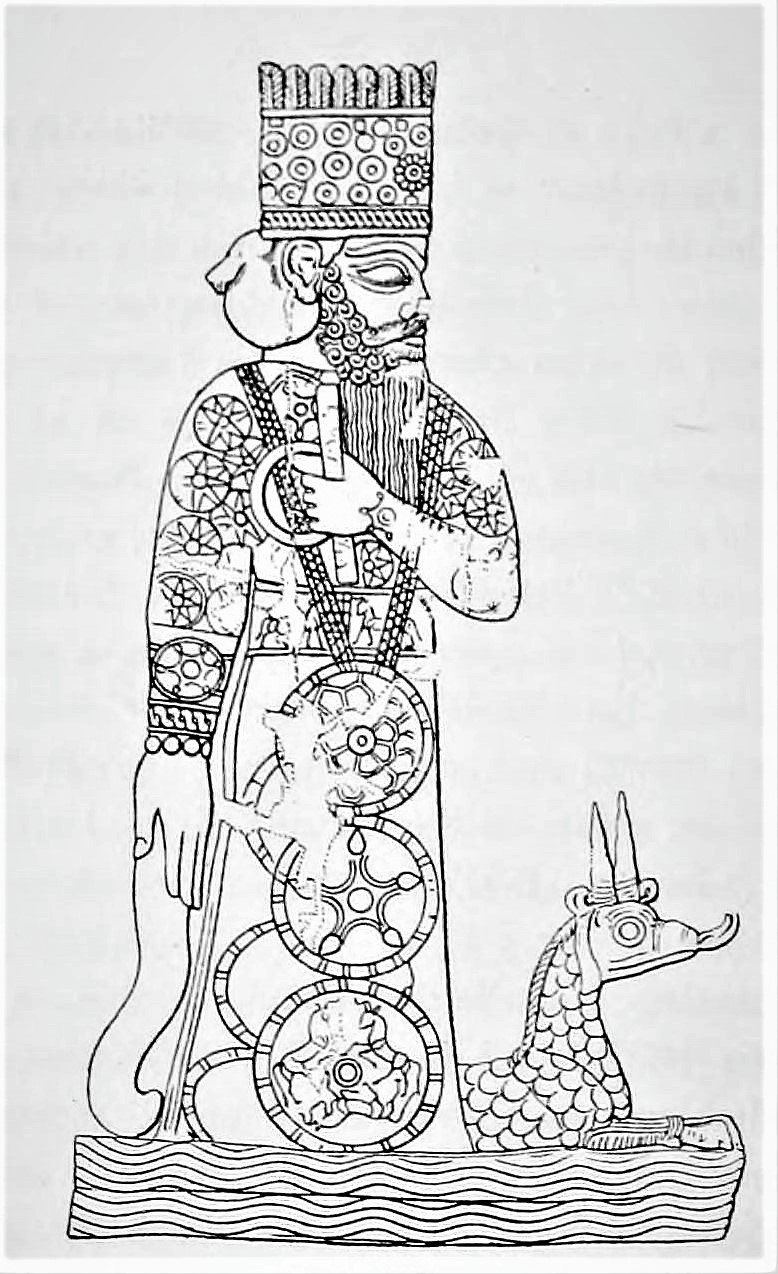
Marduk und Mušḫuššu – Zeichnung nach einem babylonischen Rollsiegel

Marduk (sumerisch: DINGIRAMAR.UD ‚Kalb des Utu‘; DINGIRTU.TU.eribu ‚Die untergehende Sonne‘, Ma-ru-tu-uk, Ma-ru-tu-x, kassittisch DINGIRMar-duk, DINGIRmar(u)duk, hebr. m(a)rodach, dEn (BM 55466+ rev. 25 und 27), seleukidisch auch dSú) war der Stadtgott von Babylon und später der Hauptgott des babylonischen Pantheons. Seine Attribute sind der Mardukdrache Mušḫuššu, oft auch als Marduktier bezeichnet, und der Spaten.
Der Gott war im mesopotamischen Raum auch als Bel („Herr“) bzw. Bel-Marduk bekannt.

## Geschichte
Ursprünglich war Marduk ein Stadtgott von Babylon. Er erschien erstmals im 3. Jahrtausend v. Chr. als sumerische Gottheit. Als es Hammurapi gelang, die Zwistigkeiten der anderen Stadtstaaten auszunutzen und diese unter die Herrschaft von Babylon zu zwingen, erklärte er den babylonischen Stadtgott zum obersten Gott des Pantheons. Dementsprechend wurde Marduk im Codex Hammurapi bereits als Sohn von Ea bezeichnet.
Seinen Aufstieg als oberster Gott über die Stadtgrenzen hinaus erfuhr Marduk ab der 2. Dynastie von Isin in dem Schöpfungsmythos Enūma eliš. In diesem wird beschrieben, wie Marduk von den anderen Göttern zu ihrem Oberhaupt gewählt wird. Somit übernahm Marduk die Funktion einer Vielzahl von Göttern, was sich in den 50 Namen des Marduk widerspiegelte. Marduk übernahm die Funktion der bisherigen Göttertrias An, Enlil und Enki bzw. des Quartetts An, Enlil, Enki und Ninmach, was in dem stetig wachsenden Einfluss Babylons begründet war.

## Genealogie
Obwohl die Schreibweise des Namens „amar-ud“ als Kalb des Utu übersetzt werden kann, gibt es keine Hinweise, dass der Sonnengott Utu als Vater von Marduk galt. Vielmehr wurde er mit dem Beschwörungsgott Asalluḫi gleichgesetzt, um als Sohn Eas gelten zu können. Seine ursprüngliche Funktion als Sonnengott wird in der Gleichsetzung mit Tutu, dem Stadtgott von Borsippa deutlich, welcher der Gott der untergehenden Sonne war.

## Name
Nach Jacobsen ist die ursprüngliche Form des Namens vermutlich *Marutukkum und bedeutet „Sohn der Sonne“ oder „Sohn des Sturms“.
Marduk hatte 50 Namen, darunter:
- Asaru, der Wissen von allen Pflanzen und Bäumen hat
- Asarualim, der das geheime Wissen besitzt
- Asarualimnunna, der die Kraft in die Rüstung bringt
- Asaruludu, der das flammende Schwert trägt
- Namru, der Weisheit und Wissen von allen Dingen gibt
- Namtillaku, der geheime und machtvolle Herr
- Tutu, der die Trauernden beruhigt

## Mythologie

### Enuma eliš
Im Enūma eliš wird Marduks Aufstieg beschrieben: Ea zeugt Marduk mit seiner Gattin Damkina in seiner Behausung auf dem Apsu. Er erhält doppelt göttliche Fähigkeiten von seinem Vater und dessen Vätern, und ihm werden die Schicksalstafeln anvertraut, welche die Geschichte der Welt bestimmen.
Die jungen Göttergenerationen stören mit ihrem lärmenden Treiben bald Tiamat, Mutter aller Götter, und Apsu, ihren männlichen Gatten. Apsu beschließt, seine Nachkommen zu vernichten, jedoch kommt Ea ihm zuvor, tötet ihn und errichtet auf ihm seine Wohnstatt. Tiamat gebiert viele Ungeheuer, um gegen ihre göttlichen Kinder zu kämpfen, und wählt sich Kingu, einen ihrer Söhne, zum Gatten. Ihm übergibt sie die Schicksalstafeln und so die oberste Macht. In ihrer Not wählen die Götter Marduk zu ihrem Anführer, der sich bereit erklärt, sie zu retten, wenn er danach Herr über alles werde.
Im Chaosdrachenkampf tritt er Tiamat entgegen und spaltet sie in zwei Hälften, aus denen er die Welt und den Himmel formt. Er wird von den Göttern geehrt und zu ihrem Herrn gekrönt. Fünfzig Ehrennamen werden ihm verliehen und die Schicksalstafeln an seiner Brust befestigt. Seinen Thron errichtet Marduk in Babylon, das zum Zentrum der Welt wird.
Nachdem die Welt geschaffen ist und geordnet werden will, ersinnen Marduk und sein weiser Vater Ea den Menschen. Sie formen ihn aus Lehm und dem Blut von Kingu.
Möglicherweise diente das babylonische Schöpfungsepos Enūma eliš dazu, Marduk als Oberhaupt des babylonischen Pantheons zu installieren und die parallelen Kosmogonien der vielen Stadtstaaten zu beseitigen. Viele Götter und Begebenheiten des Enūma eliš stammen aus der sumerischen Kultur, die größtenteils von den Babyloniern adaptiert worden ist.
Die archäologische Quellenlage in Bezug auf die sumerische und babylonische Mythologie lässt verschiedene Interpretationen des Schöpfungsmythos zu. Der Kampf von Chaos gegen Kosmos hat auf verschiedene Weise Ausdruck in der materiellen Kultur der mesopotamischen Hochkulturen gefunden, jedoch bleiben Interpretationen dieser Quellen immer spekulativ und die Einschätzungen bestimmter Details gehen weit auseinander.

### Ludlul bēl nēmeqi
Derselben Tradition der Mardukverehrung wie das Enūma eliš gehört die Dichtung Ludlul bēl nēmeqi („Preisen will ich den Herrn der Weisheit“) an. Sie setzt wie das Schöpfungsepos eine überlegene Stellung Marduks über alle Götter voraus, bezieht diese aber auf Fragen der persönlichen Frömmigkeit. Der Verfasser Šubši-mašrâ-Šakkan lebte unter Nazi-Maruttaš.

### Bibel
Auf Hebräisch wird Marduk מְרֹדַךְ mᵊrōḏaḵ geschrieben und in deutschen Bibelübersetzungen mit Merodach wiedergegeben. Er wird in Jer 50,2  erwähnt. Dort (und in Jer 51,44  sowie Jes 46,1 ) wird Marduk mit seinem Beinamen Bel/Bēl (vgl. Ba’al) genannt. Dieser Name wird auch in den Spätschriften des Alten Testaments (Apokryphen) verwendet, so in der Geschichte "Bel und der Drache" in Dan 14  oder in Bar 6,40 .

Merodach taucht auch als Namensbestandteil von Ewil-Merodach (אֱוִיל מְרֹדַךְ; 2 Kön 25,27 , Jer 52,31 ) und Merodach-Baladan (מְרֹדַךְ בַּלְאֲדָן; 2 Kön 20,12 , Jes 39,1 ) auf.

## Rezeption
- Im Jahr 1979 erhielt auf dem Jupitermond Io der Vulkan Marduk den Namen des Gottes.
- Im Jahr 1999 taucht Marduk in dem Computerspiel Indiana Jones und der Turm von Babel auf, wird in diesem aber als grausames Monster beschrieben, das in einer anderen Dimension, dem Ätherium, lebt.
- Die schwedische Black-Metal-Band Marduk leitet ihren Namen vom babylonischen Stadt-Gott ab.